# ادوين أفيلا
ادوين أفيلا (بالإسبانية: Edwin Ávila) مواليد 21 نوفمبر 1989، هو دراج كولومبي. شارك في دورة الألعاب الأولمبية الصيفية.

## سباقات أو مراحل فاز بها
| التاريخ        | السباق                                    | المركز                                         |
| -------------- | ----------------------------------------- | ---------------------------------------------- |
| 09 أغسطس 2015  | طواف يوتا 2015                            | الثامن في تصنيف النقاط                         |
| 21 فبراير 2016 | سباق الطريق للرجال في بطولة كولومبيا 2016 | الفائز في التصنيف العام                        |
| 30 مارس 2017   | طواف تايوان 2017                          | الفائز في ترتيب النقاط، المركز الثاني          |
| 29 مايو 2017   | 2017 Winston-Salem Cycling Classic        | الخامس في التصنيف العام                        |
| 18 يونيو 2017  | 2017 طواف كوريا                           | المركز الثاني                                  |
| 09 يوليو 2017  | طواف سيبيو للدراجات 2017                  | الرابع في تصنيف الجبال، الرابع في تصنيف النقاط |
| 15 مارس 2018   | طواف تايوان 2018                          | الفائز في ترتيب النقاط                         |
| 19 أغسطس 2018  | كولورادو كلاسيك 2018                      | الخامس في تصنيف النقاط                         |
| 14 أبريل 2019  | 2019 GP Beiras e Serra da Estrela         | الفائز في التصنيف العام                        |
| 16 يونيو 2019  | طواف كوريا 2019                           | الثالث في تصنيف النقاط                         |
| 08 سبتمبر 2019 | جي بي دي فورميس 2019                      | الرابع في التصنيف العام                        |

## روابط خارجية
- ادوين أفيلا على موقع الاتحاد الدولي للدراجات (الإنجليزية)
- ادوين أفيلا على موقع أرشيف الدراجات (الإنجليزية)
- ادوين أفيلا على موقع إحصائيات الدراجات الإحترافية (الإنجليزية)
- ادوين أفيلا على موقع نسبة الدراجات (الإنجليزية)
- ادوين أفيلا على موقع CycleBase (الإنجليزية)
- ادوين أفيلا على موقع أوليمبيديا (الإنجليزية)